# Consell
|  | Per a altres significats, vegeu «Consell (desambiguació)». |

Consell és un municipi del Raiguer de Mallorca. Limita a llevant amb el terme de Binissalem, a migjorn amb el de Santa Eugènia, a ponent amb el de Santa Maria del Camí i a tramuntana amb el d'Alaró.

## Etimologia
L’etimologia del topònim Consell prové del llatí consĭlĭum, que significa reunió o assemblea. Aquest origen reflecteix l'ús administratiu i organitzatiu que es donava a aquest espai durant èpoques passades. Segons fonts etimològiques, el terme hauria evolucionat des d'una forma mossàrab (amb la preservació de la č) fins a adaptar-se al català medieval i modern.

## Població
| Entitat de població | Habitants (2024) |
| Consell             | 4.397            |
| Font: INE           |                  |

## Història

### Les primeres etapes: del talaiòtic a la dominació islàmica
Els primers vestigis de presència humana a Consell es remunten al període talaiòtic III, amb jaciments arqueològics situats a llocs com Son Pontiró i Es Velar. En períodes posteriors, s'han trobat restes paleocristianes, com sarcòfags dels segles iv i v a la possessió de Masnou.
Durant la dominació islàmica (903-1229), el territori formava part del 'juz de Qanarusha i era conegut amb els noms de Conxel o Cutxell. Aquesta etapa deixà un sistema avançat de captació i distribució d’aigua a Masnou. Les alqueries islàmiques es caracteritzaven per la seva organització agrícola i l'ús intensiu de l'aigua, fonamentant les bases per a l'estructura social i econòmica de la zona.

### La  conquesta catalana i la repoblació feudal
Amb la conquesta catalana de 1229-1232, liderada per Jaume I, el territori passà a mans cristianes i fou integrat al Regne de Mallorca. Segons el Llibre del Repartiment de Mallorca, l’alqueria de Consell fou concedida a Garsenda, vídua del vescomte de Bearn, Guillem de Montcada. Aquesta, juntament amb el seu fill Gastó, donà una desena part de les terres al bisbe de Barcelona, Berenguer de Palou, que a la vegada les cedí en emfiteusi als nous pobladors procedents del Principat de Catalunya. Així es configurà una estructura social feudal on els colons catalans van començar a poblar la contrada i a organitzar-se al voltant del nucli de l’alqueria.
A partir de les Ordinacions de Jaume II (1300), el territori passà a tenir una estructura administrativa més definida: Alaró rebé el títol de vila, mentre que Consell es quedà com a lloc dependent. Això marcà el començament d'una llarga relació entre ambdós nuclis fins a la seva separació definitiva al segle xx.

### Desenvolupament religiós i primeres institucions
El 1580, sota la direcció del bisbe Joan Vic i Manrique, es va autoritzar la construcció d’un oratori dedicat a la Visitació de la Mare de Déu, origen de l'actual temple parroquial. Aquest oratori fou posteriorment elevat a vicaria in capite el 1720, i finalment a parròquia independent el 1913. L'establiment d’aquest centre religiós fou clau per al desenvolupament social i cultural de Consell, ja que la parròquia exercia una funció aglutinadora al voltant de la qual es van organitzar nombroses activitats comunitàries.

### Cap al municipi independent
Durant gran part de la seva història, Consell formava part del terme d'Alaró. No fou fins al segle xix que es plantejà seriosament la seva independència, coincidint amb les reformes del Trienni Liberal (1820-1823). Tot i que aquests primers intents no prosperaren, el projecte ressorgí amb força al segle xx gràcies a l’impuls d’Antoni Barceló García de Paredes, un dels grans promotors de la segregació. Finalment, el 1925, Consell es constituí com a municipi independent, marcant l'inici d’una nova etapa per al poble.

### Del creixement agrícola a la modernització
Durant el segle xix, Consell experimentà una època de prosperitat gràcies al cultiu de la vinya, que es consolidà com l’activitat econòmica principal. L'arribada de la plaga de la fil·loxera el 1891, però, alterà aquest escenari i obligà els pagesos a diversificar els cultius, amb una aposta significativa per l'ametller. Paral·lelament, es desenvolupà una indústria artesana, especialment la fabricació d’espardenyes.
El segle xx va suposar un procés de transformació més profund. La introducció de l’electricitat el 1902 i del telèfon el 1929 posaren les bases per a la modernització del municipi. No obstant això, la Guerra Civil espanyola (1936-1939) i la dictadura franquista representaren un període de gran dificultat, amb repressió política i estancament econòmic.
Amb l'arribada de la democràcia, Consell va començar a recuperar el dinamisme social i econòmic. A partir de la dècada de 1990, la seva proximitat a Palma el convertí en un municipi dormitori, amb un augment considerable de la població. Aquesta transformació comportà una major demanda de serveis públics, com escoles, centres sanitaris i instal·lacions esportives.

## Llocs d'interès

### Patrimoni arqueològic
- Sarcòfags paleocristians de Masnou: Datats entre els segles iv i v, aquests sarcòfags són una de les troballes més destacades del municipi. Un es pot contemplar actualment a l'ajuntament de Consell.[2]
- Sistema hidràulic islàmic de Masnou: Aquest conjunt, que inclou un pou, un qanat, una síquia medieval i un safareig, és el jaciment més rellevant de l'època islàmica a Consell.[2]

Altres jaciments catalogats inclouen restes talaiòtiques i ceràmiques disperses, especialment a les possessions de Son Pontiró, Son Braó i Es Velar.

### Patrimoni arquitectònic urbà

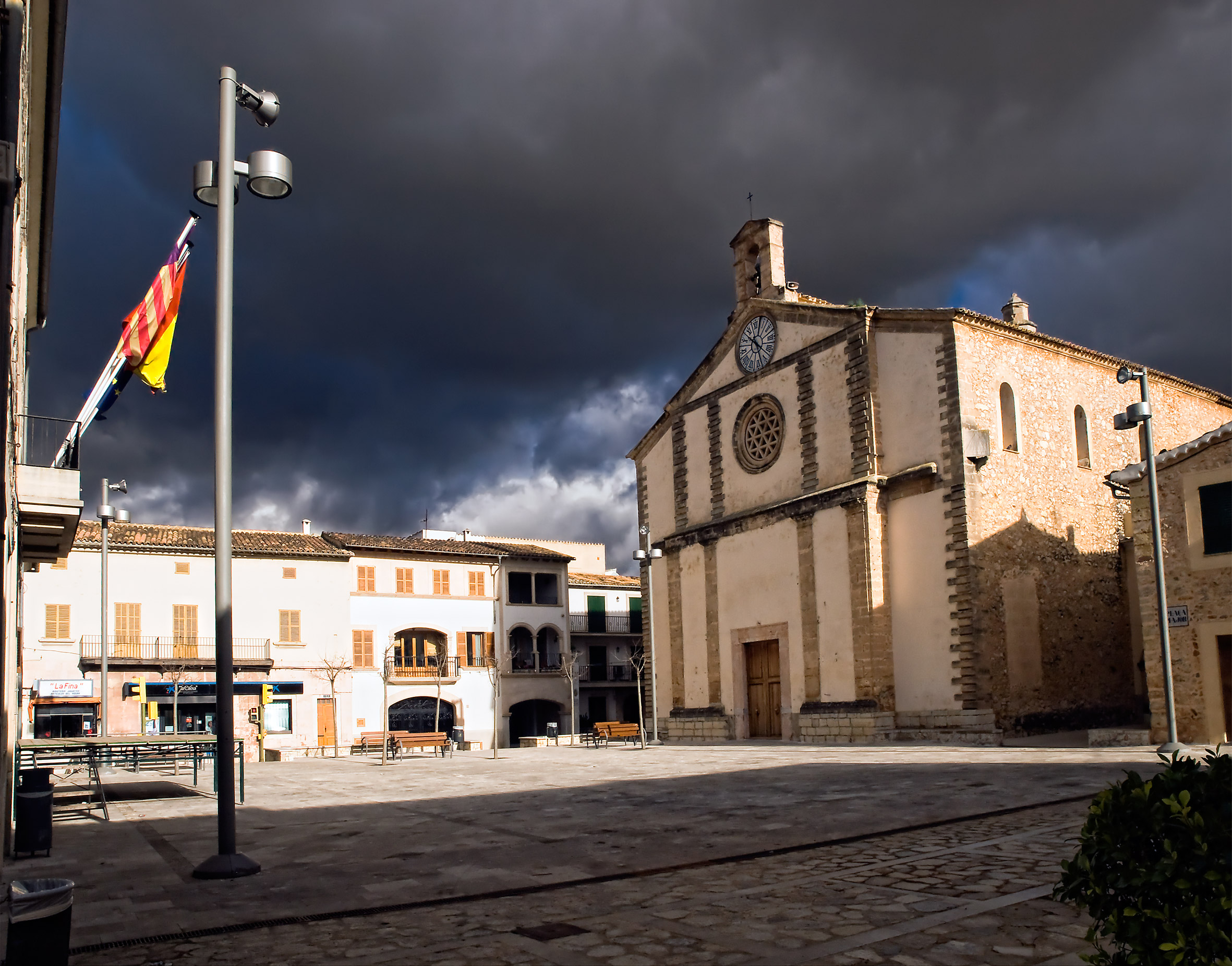
Plaça i església de Consell

- Església de Nostra Senyora de la Visitació: És l'edifici més emblemàtic de Consell. Situada a la Plaça Major, és representativa d'una tendència artística de transició coneguda amb el nom de premodernisme i que es caracteritza per introduir dins un edifici, estructuralment historicista, tot un seguit d'elements propis dels repertoris modernistes. Presenta planta basilical, d'una sola nau, amb vuit capelles laterals, quatre a cada costat, té un transsepte inscrit i un absis semicircular. Es va construir en dues fases (1906-1909 i 1909-1921) seguint els plànols de Pere d’Alcàntara Penya. Aquest temple substituí les dues esglésies anteriors, una gòtica (1580) i una barroca (1792).[2]
- Cases senyorials i tradicionals: El nucli antic conserva edificis històrics com Can Ribes, Son Fillol, Can Fred, i Can Jaume de Sóller, molts dels quals presenten portals amb llindes conopials de pedra viva.[5]
- Casa de la Vila: És un edifici funcionalista, que també empra solucions de l'arquitectura tradicional. El 1932, l'arquitecte Guillem Forteza Piña el projecta com a escola graduada. Es tracta d'una construcció de tres plantes amb la coberta de doble vessant i amb la façana recoberta de peces irregulars de pedra viva.[5]

### Patrimoni rural
- Possessió de Masnou: Documentada des del 1321, aquesta possessió és un punt clau per la seva importància històrica i arqueològica.[2]
- Possessió de Son Pontiró: Amb restes datades des del segle xvii.[2]
- Possessió de Son Fillol: Una de les possessions més antigues, amb una història que es remunta al 1453, data inscrita sobre el seu portal.[2]

- Pont Trencat: Una antiga estructura documentada al segle xvi, situada al camí del Raiguer, que podria coincidir amb un tram del camí romà de Palma a Pol·lència.[6]
- Molins i aljubs: Són comuns els molins, com el molí des Vinyet, així com diversos aljubs com el de Son Pontiró, construït per donar servei als ramats durant la transhumància.[5]

## Persones il·lustres
- Joan Guasp Vidal
- Miquel Vidal Perelló

## Festes
Des de l'any 1720, la vila de Consell celebra la festivitat del patró, Sant Bartomeu, el 24 d'agost. Dins els actes de les Festes de Sant Bartomeu de Consell, hi destaquen el multitudinari sopar a la fresca i música, a més del Certamen de Teatre Amateur de Consell, celebrat des de 1988. D'altra banda, la parròquia té una altra patrona: la Nostra Senyora de la Visitació.
Consell, també celebra la festa de Sant Antoni el 17 de gener. Aquesta festa és típica a altres pobles de les Illes, com sa Pobla, Manacor o Artà on fan la gran nit de revetlla de Sant Antoni dia 16. A Consell, però, el dia gran és el dia 17 on es fan les tradicionals beneïdes i després el Carnaval de Sant Antoni, amb carrosses i comparses.

## Fira i mercat
La fira de Consell se celebra el primer diumenge després de Sant Lluc (18 d'octubre). També es duu a terme una fira nocturna durant de les festes de Sant Bartomeu.
El mercat es celebra cada dijous a la Plaça Major, al matí. També, cada diumenge, es pot trobar al polígon industrial del municipi el Mercat dels Encants, on es posen a la venda objectes de segona mà.

## Esports
El primer club de futbol de Consell, l'Industrial, es fundà l’any 1918, format pels treballadors de la indústria espardenyera local. L'any 1933, el club canvià de nom a Club Esportiu Consell (CE Consell), denominació que ha mantingut fins avui.
D'ençà de 2006, la vila compta amb un equip de bàsquet, el CB Consell. Juga de titular al pavelló municipal Cati Pol, situat a ponent de la vila, prop del camp de futbol. Vesteixen de color blanc.